# Matheus Vivian
Matheus Coradini Vivian (n. 5 de abril de 1982, Caçapava do Sul, Rio Grande do Sul) es un exfutbolista de Brasil. Tiene también pasaporte italiano. Su último equipo fue el FC Sochaux de Francia.

## Biografía
Inició su carrera en el Grêmio de su país. Luego fue contratado por el Eintracht Frankfurt el 9 de julio de 2002. Luego retornó a su país para jugar por el Botafogo a préstamo, firmando luego por Las Palmas en enero de 2004. Posterior a ello pasó al Ceuta, y luego de regreso al Botafogo el 22 de febrero de 2005. Pero el 25 de agosto de 2005, firmó por el Grenoble Foot 38 de la Ligue 2 de Francia, para luego pasar al FC Metz, equipo recién descendido.

## Selección nacional
Ha sido internacional con la selección de fútbol sub-17 de Brasil, habiendo ganado la edición de 1999.

## Clubes
| Club                       | País     | Año         |
| -------------------------- | -------- | ----------- |
| Gremio                     | Brasil   | 1999-2002   |
| Eintracht Frankfurt        | Alemania | 2002        |
| Botafogo                   | Brasil   | 2003        |
| Unión Deportiva Las Palmas | España   | 2004        |
| AD Ceuta                   | España   | 2005        |
| Botafogo                   | Brasil   | 2005        |
| Grenoble Foot 38           | Francia  | 2005 - 2007 |
| Metz                       | Francia  | 2007 - 2010 |
| FC Nantes                  | Francia  | 2010-2012   |
| PAOK FC                    | Grecia   | 2012 - 2013 |
| EA Guingamp                | Francia  | 2013 - 2014 |
| FC Sochaux                 | Francia  | 2014 - 2017 |

## Carrera internacional
- Ganó en 1999 la Copa Mundial de Fútbol Sub-17 de 1999 con Brasil.